# Henny Porten
Henny Porten, nome d'arte di Henny Frieda Ulricke Porten, (Magdeburgo, 7 gennaio 1890 – Berlino Ovest, 15 ottobre 1960), è stata un'attrice e produttrice cinematografica tedesca dell'epoca del muto.
Figlia del regista Franz Porten e sorella di Rosa Porten, partecipò ad oltre 170 film tra il 1906 e il 1955, tra i quali si ricorda La contessa Donelli, diretto nel 1924 da Georg Wilhelm Pabst.

## Biografia
Il 10 ottobre 1912 sposò il regista Curt A. Stark. Il matrimonio durò fino alla morte di Stark che morì in battaglia il 2 ottobre 1916 in Romania, durante la prima guerra mondiale.
Nel 1921 si sposò con Wilhelm von Kaufmann di origine ebrea. Il regime le impose di divorziare ma lei si oppose e questo le costò la carriera, all'improvviso non poté più lavorare e non ottenne nemmeno il visto per lasciare la Germania.
Durante la guerra venne chiamata per interpretare un paio di pellicole dato che la sua immagine calma e rassicurante confortava la popolazione impaurita dai bombardamenti alleati.
Durante uno di questi bombardamenti la sua casa venne distrutta e fu costretta a vivere per la strada con il marito dato che era proibito dare protezione e assistenza agli ebrei.
L'attrice morì a Berlino il 15 ottobre 1960 all'età di settant'anni.

## Filmografia

### Attrice
- Tannhäuser, regia di Franz Porten - cortometraggio (1906)
- Meißner Porzellan, regia di Franz Porten - cortometraggio (1906)
- Apachentanz, regia di Oskar Messter - cortometraggio (1906)
- Behüt dich Gott, regia di Franz Porten - cortometraggio (1907)
- Der Trompeter von Säckingen, regia di Franz Porten - cortometraggio (1907)
- Othello, regia di Franz Porten - cortometraggio (1908)
- Wiegenlied - cortometraggio (1908)
- Schaukellied, regia di Franz Porten - cortometraggio (1908)
- Funiculi Funicula, regia di Franz Porten - cortometraggio (1908)
- Desdemona, regia di Franz Porten - cortometraggio (1908)
- Der Freischütz, regia di Franz Porten - cortometraggio (1908)
- Der Bettelstudent, regia di Franz Porten - cortometraggio
- Andreas Hofer, regia di Rudolf Biebrach - cortometraggio (1909)
- Zu Mantua in Banden, regia di Franz Porten - cortometraggio (1909)
- Stolzenfels am Rhein, regia di Franz Porten - cortometraggio (1909)
- Spinnlied, regia di Franz Porten - cortometraggio (1909)
- Sehnsucht, regia di Franz Porten - cortometraggio (1909)
- Margarete, regia di Franz Porten - cortometraggio (1909)
- Herbstmanöver: Kußlied, regia di Franz Porten - cortometraggio (1909)
- Die kleine Baroness, regia di Franz Porten - cortometraggio (1909)
- Der Brief an den lieben Gott, regia di Franz Porten - cortometraggio (1909)
- Andreas Hopfers Tod, regia di Franz Porten - cortometraggio (1909)
- Hexenlied, regia di Carl Wilhelm (1910)
- Schuld und Sühne (1910)
- Lohengrin, regia di Franz Porten (1910)
- Verkannt (1910)
- Weh dass wir Scheiden Müssen, regia di Franz Porten (1910)
- Linda von Chamonix, regia di Franz Porten (1910)
- Im Fasching, regia di Franz Porten (1910)
- Die kitzlige Jungfrau, regia di Franz Porten (1910)
- Das Geheimnis der Toten, regia di Franz Porten (1910)
- Das Liebesglück der Blinden, regia di Heinrich Bolten-Baeckers e Curt A. Stark (1911)
- Friedel, der Geiger, regia di Adolf Gärtner (1911)
- Wie auch wir vergeben, regia di Adolf Gärtner (1911)
- Ein Spiel um das Lebensglück zweier Menschen, regia di Adolf Gärtner (1911)
- Künstlerliebe (1911)
- Ein Duell ohne Zeugen, regia di Adolf Gärtner (1911)
- Mütter, verzaget nicht, regia di Adolf Gärtner (1911)
- Zu späte Reue!, regia di Adolf Gärtner (1911)
- Perlen bedeuten Tränen, regia di Adolf Gärtner (1911)
- Das Glöckchen des Glücks, regia di Adolf Gärtner (1911)
- Marianne, ein Weib aus dem Volk (1911)
- Geächtet , regia di Adolf Gärtner (1911)
- Ein Fehltritt. Die Tragödie einer Geächteten, regia di Adolf Gärtner (1911)
- Tragödie eines Streiks, regia di Adolf Gärtner (1911)
- Gefährlicher Liebeskampf zweier Frauen
- Der Müller und sein Kind, regia di Adolf Gärtner (1911)
- Ein Leben
- Liebe und Leidenschaft, regia di Adolf Gärtner, Curt A. Stark (1911)
- Die Blinde, regia di Heinrich Bolten-Baeckers (1911)
- Zwei Frauen (1911)
- Im Glück vergessen, regia di Adolf Gärtner (1911)
- Des Künstlers Untergang, regia di Adolf Gärtner (1911)
- Das angenommene Kind, regia di Adolf Gärtner (1911)
- Papa, warum hast Du mich nicht lieb?, regia di Adolf Gärtner (1912)
- Des Lebens Würfelspiel, regia di Adolf Gärtner (1912)
- Das Gespenst der Vergangenheit, regia di Adolf Gärtner (1912)
- Adressatin verstorben, regia di Adolf Gärtner (1912)
- Maskierte Liebe, regia di Adolf Gärtner e Curt A. Stark (1912)
- Schatten des Lebens, regia di Adolf Gärtner (1912)
- Ein Ehrenwort, regia di Adolf Gärtner (1912)
- Maskenscherz, regia di Adolf Gärtner (1912)
- Die Toten schweigen, regia di Adolf Gärtner (1912)
- Einer Mutter Opfer, regia di Adolf Gärtner (1912)
- Die Königin der Nacht, regia di Adolf Gärtner (1912)
- Teuer erkauftes Glück, regia di Adolf Gärtner (1912)
- Kämpfende Herzen, regia di Curt A. Stark (1912)
- Jung und Alt, regia di Curt A. Stark (1912)
- Der Schatten des Meeres, regia di Curt A. Stark (1912)
- Um Haaresbreite, regia di Curt A. Stark (1912)
- Der Kuß des Fürsten, regia di Adolf Gärtner (1912)
- Erloschenes Licht, regia di Curt A. Stark (1913)
- Des Pfarrers Töchterlein, regia di Adolf Gärtner (1913)
- Eva, regia di Curt A. Stark (1913)
- Ihr guter Ruf, regia di Curt A. Stark (1913)
- Der Feind im Land, regia di Curt A. Stark (1913)
- Der wankende Glaube, regia di Curt A. Stark (1913)
- Contessina Ursel (Komtesse Ursel), regia di Curt A. Stark (1913)
- Das Opfer, regia di Curt A. Stark (1913)
- Der Weg des Lebens, regia di Curt A. Stark (1913)
- Ungarische Rhapsodie, regia di Rudolf Biebrach (1913)
- Ihre Hoheit, regia di Curt A. Stark (1914)
- Um das Glück betrogen, regia di Curt A. Stark (1914)
- Nella valle del sogno (Das Tal des Traumes), regia di Curt A. Stark (1914)
- The Greater Love (1914)
- Die große Sünderin, regia di Curt A. Stark (1914)
- The Conquest of Claire (1914)
- Bergnacht, regia di Curt A. Stark (1914)
- Ein Überfall im Feindesland, regia di Curt A. Stark (1914)
- The Colonel's Wife (1914)
- Gretchen Wendland (1914)
- Rosa del nord (Nordlandrose), regia di Curt A. Stark (1914)
- Durchs Ziel, regia di Curt A. Stark (1914)
- Adoptivkind, regia di Rudolf Biebrach (1914)
- Das Schicksal der Gabriele Stark, regia di Rudolf Biebrach (1915)
- Alessandra (Alexandra), regia di Curt A. Stark (1915)
- Das Ende vom Liede, regia di Rudolf Biebrach (1915)
- The Ingrate (1915)
- Martire d'amore (Märtyrerin der Liebe), regia di Rudolf Biebrach (1915)
- Nur nicht heiraten, regia di Carl Froelich (1915)
- Die Wellen schweigen, regia di Rudolf Biebrach (1915)
- Der Sieg des Herzens (1915)
- Auf der Alm, da gibt's ka Sünd, regia di Rudolf Biebrach (1915)
- Das große Schweigen, regia di Rudolf Biebrach (1916)
- Ihr bester Schuß, regia di Rudolf Biebrach (1916)
- L'ombrellino con cigno (Der Schirm mit dem Schwan), regia di Carl Froelich (1916)
- Abseits vom Glück, regia di Rudolf Biebrach (1916)
- Das wandernde Licht, regia di Robert Wiene (1916)
- Die Räuberbraut, regia di Robert Wiene (1916)
- Der Ruf der Liebe, regia di Rudolf Biebrach (1916)
- Der wandernde Blumentopf, regia di Robert Wiene (1916)
- Gelöste Ketten, regia di Rudolf Biebrach (1916)
- Feenhände, regia di Rudolf Biebrach (1917)
- Die Ehe der Luise Rohrbach, regia di Rudolf Biebrach (1917)
- Der Liebesbrief der Königin, regia di Robert Wiene (1917)
- Christa Hartungen, regia di Rudolf Biebrach (1917)
- Die Prinzessin von Neutralien (1917)
- Hann, Hein und Henny, regia di Rudolf Biebrach (1917)
- Die Claudi vom Geiserhof', regia di Rudolf Biebrach (1917)
- Höhenluft, regia di Rudolf Biebrach (1917)
- Die Faust des Riesen, regia di Rudolf Biebrach (1917)
- Das goldene Kalb, regia di Robert Wiene (1917)
- Der Trompeter von Säckingen, regia di Franz Porten (1918)
- Gräfin Küchenfee, regia di Robert Wiene (1918)
- Edelsteine - Phantastisches Drama in 4 Akten, regia di Rudolf Biebrach (1918)
- Auf Probe gestellt, regia di Rudolf Biebrach (1918)
- Das Geschlecht derer von Ringwall, regia di Rudolf Biebrach (1918)
- Agnes Arnau und ihre drei Freier (1918)
- Gefangene Seele, regia di Rudolf Biebrach (1918)
- Das Maskenfest des Lebens (1918)
- Die Heimkehr des Odysseus (1918)
- Die Sieger, regia di Rudolf Biebrach (1918)
- Die blaue Laterne, regia di Rudolf Biebrach (1918)
- Die Dame, der Teufel und die Probiermamsell, regia di Rudolf Biebrach (1918)
- Segreta passione (Irrungen), regia di Rudolf Biebrach (1919)
- Ihr Sport, regia di Rudolf Biebrach (1919)
- Die Schuld (1919)
- I due mariti di Ruth (Die beiden Gatten der Frau Ruth), regia di Rudolf Biebrach (1919)
- La morte vivente (Die lebende Tote), regia di Rudolf Biebrach (1919)
- Rose Bernd, regia di Alfred Halm (1919)
- Il viaggio nell'azzurro (Die Fahrt ins Blaue), regia di Rudolf Biebrach (1919)
- Eleonora Vogelsang (Monica Vogelsang), regia di Rudolf Biebrach (1920)
- Due sorelle (Kohlhiesels Töchter), regia di Ernst Lubitsch (1920)
- Die goldene Krone, regia di Alfred Halm (1920)
- Anna Bolena (Anna Boleyn), regia di Ernst Lubitsch (1920)
- Die Geierwally, regia di Ewald André Dupont (1921)
- Hintertreppe, regia di Leopold Jessner e Paul Leni (1921)
- Frauenopfer, regia di Karl Grune (1922)
- Sie und die Drei, regia di Ewald André Dupont (1922)
- Der Bobsport, regia di Alexander Büttner (1923)
- Die Liebe einer Königin, regia di Ludwig Wolff (1923)
- Der Kaufmann von Venedig, regia di Peter Paul Felner (1923)
- Das alte Gesetz, regia di Ewald André Dupont (1923)
- I.N.R.I., regia di Robert Wiene (1923)
- Das Geheimnis von Brinkenhof, regia di Svend Gade (1923)
- Inge Larsen, regia di Hans Steinhoff (1924)
- Mutter und Kind, regia di Carl Froelich (1924)
- Prater, regia di Peter Paul Felner (1924)
- La contessa Donelli (Gräfin Donelli), regia di Georg Wilhelm Pabst (1924)
- Das goldene Kalb, regia di Peter Paul Felner (1925)
- Kammermusik, regia di Carl Froelich (1925)
- Das Abenteuer der Sibylle Brant, regia di Carl Froelich (1925)
- Tragödie, regia di Carl Froelich (1925)
- Rosen aus dem Süden, regia di Carl Froelich (1926)
- Wehe wenn sie losgelassen, regia di Carl Froelich (1926)
- Die Flammen lügen, regia di Carl Froelich (1926)
- Meine Tante - deine Tante, regia di Carl Froelich (1927)
- Die große Pause, regia di Carl Froelich (1927)
- Violantha, regia di Carl Froelich (1928)
- Liebe und Diebe, regia di Carl Froelich (1928)
- Lotte, regia di Carl Froelich (1928)
- Zuflucht, regia di Carl Froelich (1928)
- Liebe im Kuhstall, regia di Carl Froelich (1928)
- Liebfraumilch, regia di Carl Froelich (1929)
- Die Frau, die jeder liebt, bist du!, regia di Carl Froelich (1929)
- Mutterliebe, regia di Georg Jacoby (1929)
- Die Herrin und ihr Knecht, regia di Richard Oswald (1929)
- Lo scandalo di Eva (Skandal um Eva), regia di Georg Wilhelm Pabst (1930)
- Kohlhiesels Töchter, regia di Hans Behrendt (1930)
- 24 Stunden aus dem Leben einer Frau, regia di Robert Land (1931)
- Luise, Königin von Preußen, regia di Carl Froelich (1931)
- Alle machen mit, regia di Franz Wenzler (1933)
- Mutter und Kind, regia di Hans Steinhoff (1934)
- Krach im Hinterhaus, regia di Veit Harlan (1935)
- Der Optimist, regia di E.W. Emo (1938)
- La signora del 3 piano (War es der im 3. Stock?), regia di Carl Boese (1939)
- I commedianti (Komödianten), regia di Georg Wilhelm Pabst (1941)
- Sinfonia tragica (Symphonie eines Lebens), regia di Hans Bertram (1943)
- Wenn der junge Wein blüht, regia di Fritz Kirchhoff (1943)
- Familie Buchholz, regia di Carl Froelich (1944)
- Neigungsehe, regia di Carl Froelich (1944)
- Absender unbekannt, regia di Ákos Ráthonyi (1950)
- Carola Lamberti - Eine vom Zirkus, regia di Hans Müller (1954)
- Das Fräulein von Scuderi, regia di Eugen York (1955)

### Produttrice
- Das goldene Kalb, regia di Peter Paul Felner (1925)
- Kammermusik, regia di Carl Froelich (1925)
- Meine Tante - deine Tante, regia di Carl Froelich (1927)
- Mutterliebe, regia di Georg Jacoby (1929)
- Kohlhiesels Töchter, regia di Hans Behrendt (1930)